# Congresso de Florida
O Congresso de Florida foi uma assembléia ocorrida em 14 de julho de 1825 na vila de Florida, hoje cidade da República Oriental do Uruguai, tratando sobre o destino da Província Oriental (cujo nome oficial no Brasil era Provínia Cisplatina).
Neste Congresso as Províncias Unidas do Rio da Prata aceitam a reincorporação da Banda Oriental, pleiteada pelos libertadores orientais (33 Orientales. Esta assembléia provocou a declaração de guerra do império brasileiro (Guerra da Cisplatina).
Também é conhecido como Primeiro Congresso Pátrio.